# Хворостенко Володимир Олександрович
Володи́мир Олекса́ндрович Хворосте́нко — штаб-сержант Збройних сил України, учасник російсько-української війни. Повний кавалер ордена «За мужність».

## З життєпису
2001 року став переможцем конкурсу у військово-професійному випробуванні, що відбувалося в Деснянському навчальному центрі.

## Нагороди
- орден «За мужність» I ступеня (2022) — За особисту мужність і самовіддані дії, виявлені у захисті державного суверенітету та територіальної цілісності України, вірність військовій присязі.
- орден «За мужність» II ступеня (2019) — За особисту мужність, виявлену у захисті державного суверенітету і територіальної цілісності України, зразкове виконання військового обов'язку та з нагоди Дня Сил спеціальних операцій Збройних Сил України.
- орден «За мужність» III ступеня (2015) — За особисту мужність і високий професіоналізм, виявлені у захисті державного суверенітету та територіальної цілісності України, вірність військовій присязі.